# Erkenbrechtsweiler Berghalbinsel (mit Hörnle und Jusi)
Das Landschaftsschutzgebiet Erkenbrechtsweiler Berghalbinsel (mit Hörnle und Jusi) ist ein mit Verordnung des Kultusministeriums Württemberg als Höhere Naturschutzbehörde vom 25. Oktober 1939 ausgewiesenes Landschaftsschutzgebiet (LSG-Nummer 1.16.026) auf dem Gebiet der Städte und Gemeinden Erkenbrechtsweiler, Lenningen, Beuren, Owen und Neuffen. 

## Lage und Beschreibung
Als das Landschaftsschutzgebiet 1939 eingerichtet wurde, war es deutlich größer als jetzt und erstreckte sich über 1832 Hektar vom Jusi bei Kohlberg bis zur Großen Schrecke bei Schlattstall. Durch die Neuausweisung der Naturschutzgebiete 1192 Jusi-Auf dem Berg und 1152 Oberes Lenninger Tal mit Seitentälern sowie des Landschaftsschutzgebiets 1.16.086 Neuffen, auf Gemarkungen Neuffen und Kappishäusern hat sich die Fläche auf heute rund 1115 Hektar verringert und umfasst neben der Markung Erkenbrechtsweiler noch Teile des Albtraufs bei Lenningen und Beuren.
Naturräumlich gehört das Gebiet zum Mittleren Albvorland und zur Mittleren Kuppenalb innerhalb der naturräumlichen Haupteinheit 09-Schwäbische Alb. Große Teile des LSG gehören zum Vogelschutzgebiet Mittlere Schwäbische Alb und zum FFH-Gebiet Alb zwischen Jusi und Teck. Es liegt vollständig im Biosphärengebiet Schwäbische Alb.

## Schutzzweck
Wesentlicher Schutzzweck ist die Sicherung und langfristige Erhaltung des ökologisch hochwertigen Gebiets der gesamten Berghalbinsel Erkenbrechtsweiler mit der bäuerlichen Kulturlandschaft und dem Albtrauf mit Laubmischwäldern. Geschützt werden sollen auch im Süden der Bassgeige die keltischen Fliehburganlagen des Heidengrabens.